# Alchemilla ophioreina
Alchemilla ophioreina é uma espécie de rosácea do gênero Alchemilla, pertencente à família Rosaceae.